# Granadai szerződés (1500)
A granadai titkos  szerződést 1500. november 11-én kötötte XII. Lajos francia király és a „katolikus királyok” (Aragóniai Ferdinánd és Kasztíliai Izabella) a Nápolyi Királyság területének elfoglalásáról és felosztásáról a két királyság között. A spanyol–francia okkupációra 1501-ben került sor. A két hódító hatalom közötti ellentétek miatt 1503-ban kiújult a második itáliai háború, ennek során a spanyolok az egész Nápolyi Királyságból kiszorították a franciákat.

## Előzmények
A második itáliai háború során XII. Lajos francia király, az 1498-ban elhunyt VIII. Károly örökébe lépve, Visconti-házi őseinek jogára hivatkozva 1499-ben elfoglalta a Milánói Hercegséget, és Milánó hercegévé nyilvánította magát. Az elűzött fejedelmet, Ludovico Sforzát 1500-ban elfogta, és Franciaországba deportálta.
XII. Lajos ugyanakkor megörökölte VIII. Károlytól a Valois-ház igényét is a Nápolyi Királyságra, amelyet elődje az első itáliai háborúban (1494–98) sikertelenül próbált megszerezni, és haláláig (1498-ig) sem tett le egy újabb nápolyi hadjárat tervéről. A Nápolyi Királyságra azonban igényt tartott Aragóniai Ferdinánd király is, aki 1468 óta Szicília királya is volt. XII. Lajos attól tartott, hogy az egyesített Spanyolország hátba támadhatja, amíg csapatai keleten, Itáliában vannak lekötve. Aragóniai Ferdinánd és felesége, Kasztíliai Izabella ugyanis aggódva figyelte Franciaország térnyerését Észak-Itáliában, és közeledését a pápai államhoz, Velencéhez, Ferrarához. A kétfrontos háborút elkerülendő, XII. Lajos tárgyalásba bocsátkozott a spanyol uralkodókkal, Aragóniai Ferdinánddal és Kasztíliai Izabellával a Nápolyi Királyság közös elfoglalásáról és területének felosztásáról a francia és a spanyol korona között. Ferdinánd, a nagyhatalmi játszmák mestere, titokban szintén a Nápolyi Királyság egészének megszerzésére tört. A bizalmas tárgyalások eredményeképpen 1500. november 11-én Granadában titkos francia–spanyol katonai együttműködési szerződést kötöttek a Nápoly elleni közös fellépésről.

## A szerződés tartalma
A granadai szerződés értelmében Franciaország és Aragónia uralkodója megegyezett egymással, hogy megdöntik IV. Frigyes nápolyi király uralmát, országát pedig felosztják egymás között:
- XII. Lajos, Franciaország királynak jutott Nápoly városa, Campania tartomány, Gaeta, a Terra di Lavoro (ma Dél-Lazio és Észak-Campania), az Abruzzo-vidék és Campobasso tartomány, vele a „Nápoly királya” és a „Jeruzsálem királya” címek.
- Aragóniai Ferdinánd, a „katolikus királyok” nevében magának tartotta fenn Itália legdélibb tartományait, Calabriát és Pugliát, vele a „Szicília királya”, „Calabria hercege” és „Apulia hercege” címeket.
- A szerződés nem tért ki Basilicata és a Capitanata-vidék sorsára, a szerződő felek közelebbről nem ismert hátsó szándékai nyomán. Jacques de La Palice francia marsall elfoglalta ezeket a tartományokat XII. Lajos számára. Az akció ellenségeskedést robbantott ki a spanyol és a francia korona között.

## A szerződés foganatosítása
VI. Sándor pápa aki szintén igényt formált a Nápolyi Királyság területeire, erős támogatókat keresve 1501. június 25-én beleegyezését adta a szerződésben foglaltakhoz, és mind a spanyol, mind a francia királyt elismerte a nekik jutó nápolyi tartományok legitim uralkodójának. IV. Frigyes nápolyi király meg akarta előzni a két idegen hadsereg háborúját hazája földjén, lemondott Nápoly és Campania trónjáról, XII. Lajos francia király javára.
Aragóniai Ferdinánd király a tapasztalt hadvezért, Gonzalo Fernández de Córdoba főkapitányt bízta meg a koalíciós hadművelettel. 1500-ban Córdoba spanyol expedíciós hadsereget indított Nápoly ellen. A hadműveletet rövid törökellenes akcióval álcázta: A velencei–török háborúban spanyol katonai segítséget nyújtottak Velencének a török által megszállt Kefalónia visszafoglalásához. A spanyol csapatokat a velencei hadiflotta szállította a görög partokhoz. A sikeres hadművelet után „hazainduló” spanyol sereget a velencei flotta Nápoly partjaihoz vitte. Július 5-én a spanyolok Tropeánál partra szálltak, elfoglalták Calabriát és Pugliát. Tarantóban Aragóniai Ferdinánd calabriai herceg, IV. Frigyes kisebbik fia 1502-ig ellenállt az ostromlóknak, de megadásra kényszerítették, és Spanyolországba hurcolták.
A Milánó felől érkező franciák elfoglalták Capuát, Gaetát, Aversát és a Nápolytól északra fekvő vidéket. A lemondatott IV. Frigyest XII. Lajos Franciaországba internálta, Maine grófságot és 50 000 font évjáradékot adott neki, Frigyes 1504-ben francia fogságban hunyt el.

## Következmények
A franciák és spanyolok közösen foglalták el Nápolyt. XII. Lajos Louis d’Armagnacot, Nemours hercegét nevezte ki Nápoly alkirályává. 1501. október 12-én a francia alkirály átvette Nápoly igazgatását. A francia továbbterjeszkedés azonban nyílt ellenségeskedésbe torkollott.
Háború tört ki, 1503-ban Gonzalo Fernández de Córdoba spanyol fővezér csapatai a cerignolai és a Garigliano-menti csatában súlyos vereségeket mértek a franciákra, maga Louis d’Armagnac herceg is elesett, a franciák kiszorultak Dél-Itáliából. Gonzalo de Córdoba lett a Nápolyi Királyság spanyol kormányzója, Spanyolország megszerezte az egyeduralmat egész Dél-Itáliában.
1504 februárjában aláírták a lyoni fegyverszüneti egyezményt, amelyben XII. Lajos lemondott a Nápolyi Királyságról, és elismerte II. Gyula pápa területfoglalásait is. Ezt több francia–spanyol szövetségesi megállapodás követte. 1504 szeptemberében az első blois-i szerződésbe foglalták XII. Lajos leányának, Klaudia breton hercegnőnek és Ausztriai Károly kasztíliai infánsnak, II. Ferdinánd unokájának házassági tervét. (E tervet később, 1505-ben XII. Lajos ejtette). Aragóniai Ferdinánd első felesége, Kasztíliai Izabella 1504 novemberében elhunyt. Ferdinánd és XII. Lajos az 1505 október 12-én kötött második blois-i szerződésbe foglalták XII. Lajos unokahúgának, Germaine de Foix navarrai királyi hercegnőnek házassági tervét Ferdinánd királlyal. XII. Lajos unokahúgára ruházta saját, Nápolyi Királyságra irányuló dinasztikus jogait. Egy héttel később, október 19-én Ferdinánd király eljegyezte és 1506 márciusában feleségül is vette Germána hercegnőt, vele de jure is megszerezte a Nápolyi Királyságot.

## Értékelések
A szerződés új korszakot nyitott Itália történelmében: Az egyesült spanyol királyságok, Aragónia és Kasztília e lépéssel közvetlenül beavatkozott Dél-Itália politikai életébe, Franciaországhoz hasonló hódítóként nyomult be a félszigetre. A szerződést már a kortárs történetírók és gondolkodók is bírálták, annak veszélyei miatt, köztük Machiavelli is, aki fő művében, A fejedelemben élesen elítélte XII. Lajost a szerződés kezdeményezése és aláírása miatt. Machiavelli előre látta: a spanyol befolyás tovább fog növekedni egész Itáliában, és hamarosan erős ellenségként fognak szembenézni mai szövetségesükkel, Franciaország királyával és annak utódaival.
Francesco Guicciardini (1483–1540) Discorso di Logrogno című, 1512-ben írt művében kifejti, hogy a Mezzogiorno (azaz Dél-Itália) felosztása az Aragóniai és az Orléans-i ház között teljesen figyelmen kívül hagyta a vidékre jellemző transzhumáló pásztorkodás sajátosságait, lehetetlenné téve a vándorló birkalegeltetés és - tenyésztés gazdasági rendszertét.
Jules Michelet (1798–1874) francia történész Franciaország történelme (Histoire de France) c. nagy művében így jellemzi a szerződést: „Franciaország királyának volt kitől tanulnia, a Borgiák és Katolikus Ferdinánd király mellett. Aragóniai Ferdinánd, Európa uralkodóinak e tiszteletre méltó doyenje (korelnöke), számtalan szerződés megkötésének mestere, életének felülmúlhatatlan mesterművét akarta itt megalkotni. A granadai szerződésben, amelyet ő kötött Franciaországgal, megvalósult az évszázad legnagyobb álnoksága, amit semmi sem múlhat felül.”.